# Баян-батыр
Батыр Бая́н (1714, Аралагаш, Казахское ханство — 1772, Казахское ханство) — казахский полководец, сражавшийся за политическое и территориальное единство Казахского ханства в 200-летней казахско-джунгарской войне. Батыр Баян внёс большой вклад в победу над джунгарскими завоевателями и посвятил всю свою жизнь на борьбу с ними.

## Биография
Баян Касаболатулы родился в ауле Аралагаш в 1714 году на территории современной Северо-Казахстанской области. Отца звали Касаболат, он был ювелиром, а мать — Ажар. Она была дочерью известного Шолан Батыра и сестрой Дата, отца знаменитого предводителя антиправительственного восстания Сырыма Датова из рода Байбакты. Сам Баян выходец из рода Уак Среднего жуза, подрода Шога.
С ранних лет вместе со старшим родственником Сары батыром Баян участвовал в различных военных походах и в 17 лет становился командиром отряда. Спустя время вошёл в число главных батыров Абылай хана. По преданию, первая встреча Баян батыра и Абылай хана произошла во время сражения с калмыками. Тогда Абылай хан с небольшой группой воинов оказался в окружении врагов. Вражеское кольцо сжималось, хан вот-вот мог попасть в руки калмыков. В этот сложный момент появляется Баян батыр, начинает сражаться с калмыками, круша их и создавая коридор для выхода из вражеского кольца. В итоге хану и его воинам удается выйти из окружения и одержать победу над калмыками, соединившись с остальными участниками сражения. После этого случая Абылай хан даёт приказ найти Баян батыра, вскоре его находят и привозят к Абылай хану.
Абылай высоко ценил его ум, храбрость и решительность. Об этом свидетельствует казахский учёный Чокан Валиханов. В его исследовании «Исторические предания о батырах 18 века» было написано: Когда спрашивали у Абылай хана, кого из батыров из трех орд более уважает, то он отвечал:
Из предшествовавших мне мужей двое заслуживают удивления: Казыбек каракесековец, который возвратил от Галдан 90 своих пленных и Дерпсалы уаковец, также возвративший своих пленных. Первый возвратил просьбой и был сам у Галдана, а последний устрашил врага сидя в своем ауле. Из моих батыров басентииновец Малайсары по богатству, храбрости и по характеру, и уаковец Баян по уму и храбрости стоят выше всех
Баян, вместе с Малайсары, Жанатаем, Кабанбаем, Олжабаем и другими батырами, принимал участие в сражениях за освобождение Калбинских земель, Тарбагатайского края и Прииртышья.
Также он отличился в акшаулинских боях под Аягузом.
Большинство исследователей считают датой смерти батыра 1772 год. Место погребения Баяна до сих пор не обнаружено. По версии научного сотрудника Орынбая Ошанова, Баян батыр похоронен в Карагандинской области, недалеко от аула Карабулак Шетского района. Существует несколько версий о его смерти. Официальной версией считается смерть на поле боя, хотя есть версия, что он скончался, выпив воду, которая была отравлена трупами калмыков.

## Память

### В стране
В Казахстане в честь Батыр Баяна названы школы, улицы, а также установлен памятник.
- Школа-гимназия № 1 города Булаево носит имя Батыр Баяна.
- В Петропавловске улица Пархоменко была переименована в честь Батыр Баяна.
- В городе Павлодар был установлен памятник Баян батыра к 300-летию со дня его рождения, а позднее, улица начинающаяся от памятника, была переименована в Баян батыра.
- Одна из улиц села Кенжеколь, в Павлодарском районе, носит имя Баян батыра.
- Одна из улиц города Алматы носит имя Батыр Баяна.
- В 2010 году был открыт фонд имени Батыр Баяна.

### В литературе
Существует немало песен, легенд и преданий, связанных с Баян батыром. В народных сказаниях величается его мужество, ловкость и бесстрашие. Он был не только батыром, но также и умным собеседником и оратором.
- Ильяс Есенберлин. Трилогия «Кочевники»[4]
- Кабдеш Жумадилов. Дилогия «Дарабоз»[5]
- Магжан Жумабаев. Поэма «Батыр Баян»[6]

### В кино
- В 1993 году по мотивам поэмы Магжана Жумабаева «Батыр Баян» был снят художественный фильм (режиссёр С. Таукелов)[7].